# Johnny Papalia
Johnny Papalia (Hamilton, 18 marzo 1924 – Hamilton, 31 maggio 1997) è stato un mafioso canadese, conosciuto anche come Johnny Pops" o "The Enforcer" boss dei Papalia ed esponente di spicco della 'ndrangheta in Ontario (Canada).

## Biografia
Papalia nacque il 18 marzo 1924 a Hamilton, in Ontario. Suo padre, Antonio "Tony" Papalia era un contrabbandiere di rum immigrato da Delianuova, Calabria, verso il Canada nel 1912 e si stabilì in quello che veniva chiamato l'"Italian Ghetto" attorno a Railway Street ad Hamilton, Ontario nel 1917. Suo padre divenne socio nell'attività di contrabbando del connazionale Rocco Perri che operò anche in Speakseasy. Fu sospettato di aver giocato un ruolo nell'omicidio della moglie di Perri, Bessie Starkman, nel 1930.
Si pensa anche che Antonio e suo figlio Johnny Papalia, insieme a Stefano Magaddino di Buffalo furono responsabili della scomparsa di Perri nel 1944 dopo che lo stesso li abbandonò. Entrambi i casi sono rimasti insoluti, anche la madre di Papalia, Maria Rosa Italiano, veniva da una famiglia mafiosa, il clan Italiano, che fece parte della banda di Perri.
Papalia rimase coinvolto in piccoli crimini sin dalla tenera età. Fu arrestasto nel 1949 e condannato a 2 anni di carcere per possesso e spaccio di droga. Quando fu rilasciato nel 1951, si trasferì a Montréal dove lavorò con Luigi Greco, rappresentante della famiglia Bonanno di Carmine Galante  di New York per il traffico di eroina. 
Si trasferì poi a Toronto gestendo club per il gioco d'azzardo ed estorcendo denaro. 
Dalla metà degli anni '50 faceva parte del braccio canadese della famiglia di Buffalo, che era controllata da Stefano Magaddino..
Nel 1974, i mafiosi di Montreal Vincenzo Cotroni e Paolo Violi sono stati registrati da una cimice della polizia in cui minacciavano di uccidere Papalia e gli chiedevano 150.000 dollari, dopo che lui usò i loro nomi per l'estorsione di 300.000 dollari all'imprenditore Stanley Bader senza averli coinvolti.
Bader testimoniò contro di loro, e i 3 furono condannati a 6 anni di carcere per estorsione nel 1975. Violi e Cotroni ebbero una riduzione della sentenza a 6 mesi, e quella di Papalia fu respinta; e ne dovette scontare 4. Nel 1982, dopo che Bader si trasferì a sud di Miami, venne ucciso a colpi di pistola dopo aver varcato la porta d'ingresso. Papalia venne ricollegato alla sua morte, così come alla morte del gangster di Toronto Paul Volpe, accaduta nel 1983, ma non sono state presentate accuse.
Papalia fu ucciso da un colpo alla testa il 31 maggio 1997, all'età di 73 anni nel parcheggio di Railway Street davanti ad un'attività di distributori automatici ad Hamilton.
Il cecchino Kenneth Murdock confessò che gli era stato ordinato di uccidere "Pops" da Angelo e Pat Musitano della 'ndrina dei Musitano che dovevano soldi a Papalia. Murdock, due mesi dopo, uccise anche il braccio destro di Papalia Carmine Barillaro. Nel novembre del 1998, Murdock si dichiarò colpevole di 3 omicidi, e fu condannato all'ergastolo, e furono sempre Pat e Angelo ad ordinarne l'esecuzione; è stato rilasciato sulla parola dopo 13 anni. Nel febbraio 2000, i fratelli furono condannati a 10 anni per l'omicidio di Barillaro in un accordo di patteggiamento. 63/5000
Nessuna condanna è stata ottenuta in relazione all'omicidio di Papalia. Nell'ottobre 2006, i fratelli Musitano sono usciti dal carcere.
Tra le polemiche, a Papalia non è stata data una messa funebre completa a causa della sua storia criminale.